# Mercado de San Isidro
El mercado de San Isidro (denominado oficialmente como Mercado Municipal de San Isidro) es un mercado municipal de Madrid (ubicado en el distrito de Carabanchel). El mercado tiene su inauguración a mediados del siglo XX, tras varias décadas dando su servicio a los vecinos del barrio de Carabanchel, el mercado pasa por una crisis en la que disminuyeron clientes, se cerraron puestos. Tras varias remodelaciones comenzadas en la primera década del siglo XXI, el espacio del mercado cedió parte de su superficie de venta a un supermercado.